# Душарин, Иван Трофимович
Иван Трофимович Душарин (1 ноября 1947, Похвистнево, Куйбышевская область — 22 апреля 2024, Москва) — советский и российский альпинист, тренер. Мастер спорта СССР (1982), Мастер спорта России международного класса (1992), «Снежный барс», инструктор-методист 1-й категории (1980). Вице-президент Федерации альпинизма России, председатель Комитета по альпинизму.

## Биография
Родился 1 ноября 1947 года в городе Похвистнево (Куйбышевская область).
- 1955—1963 — обучение в восьмилетней школе № 3 г. Похвистнево.
- 1963—1967 — обучение в Куйбышевском машиностроительном техникуме, который закончил в декабре 1967 года.
- 1968—1970 — служба в Советской Армии в Воздушно-десантных войска на территории Литвы (Каунас).
- 1970—1974 — работал на 9 ГПЗ (государственный, подшипниковый завод им. Куйбышева) инженер-технолог, инженер-конструктор, старший инженер-технолог.
- 1970—1976 — вечернее обучение в Тольяттинском политехническом институте. Специальность инженер-механик.
- 1974—2007 — Волжский автомобильный завод в г. Тольятти инженером-конструктором, начальник конструкторского бюро робототехники (с 1983).
- 2007—2020 — Вице-президент федерации альпинизма России. Идеолог
- С 2012 года — старший тренер по горной подготовке ЦСКА, главный тренер Управления физической подготовки Вооружённых сил РФ. Идеолог и главный эксперт по созданию и развитию системы горной подготовки военнослужащих в России.

Скончался 22 апреля 2024 года на 77-м году жизни. Похоронен 25 апреля на Тольяттинском городском кладбище.

## Альпинистская деятельность
Вице-президент Федерации альпинизма России. Председатель учебно-методической комиссии Федерации альпинизма России.
С 2007 года старший тренер центральной школы инструкторов Федерации альпинизма России.
Под руководством Душарина И. Т. впервые в истории нового Российского государства 12 мая 1992 года командой альпинистов ВАЗа, на высочайшей вершине мира Эвереста (8848 метров) был водружен флаг России.

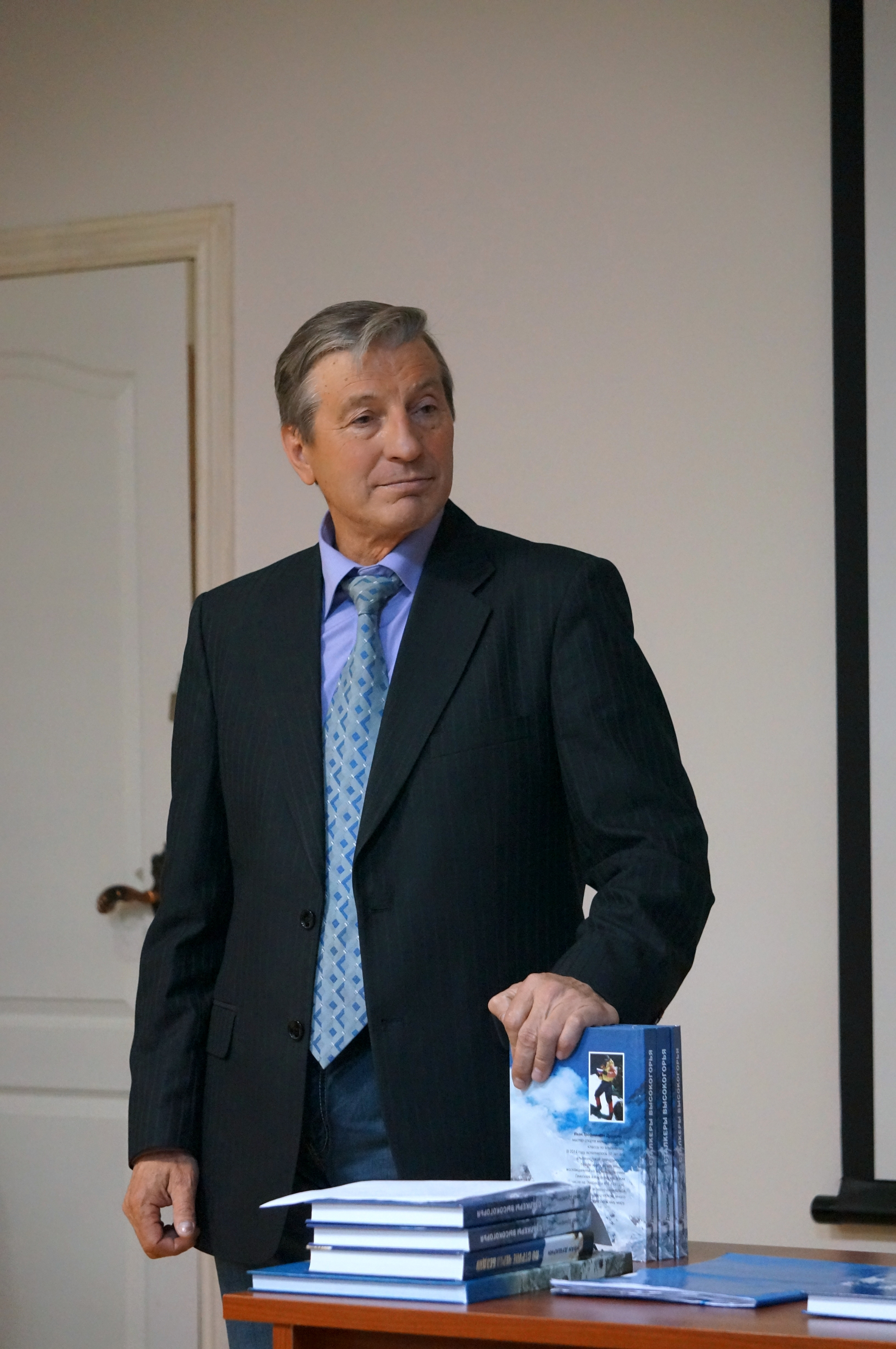
Иван Душарин на презентации своей новой книги

Неоднократный призёр чемпионатов и первенств по альпинизму. Совершил около 300 восхождений на вершины в различных горных регионах страны и мира. В том числе на 4 вершины выше 8000 м: Эверест (8848 м) (трижды), К2 (Чогори) (8611 м) (до 8000м), Нангапарбат (8125 м), Чо-Ойю (8201 м), а также 27 восхождений на вершины выше 7000 м.
Среди его воспитанников — один из сильнейших альпинистов-высотников России, заслуженный мастер спорта Андрей Мариев, президент Федерации альпинизма России Андрей Волков.
С 2006 года ведёт успешную деятельность по созданию, развитию и совершенствованию системы горной подготовки военнослужащих в силовых структурах страны. За период с 2006 года под его непосредственным руководством, только инструкторов горной подготовки для силовых ведомств подготовлено более 400 чел. и более 6000 чел. овладели навыками деятельности в горной местности.
Руководил горной подготовкой военнослужащих силовых ведомств России, для обеспечения безопасности Олимпиады в Сочи в 2014 году.
Является инициатором и организатором проведения соревнования военнослужащих по горной тематике «Эльбрусское кольцо», ставшее международным и вошедшее в программу Всемирных военных игр. Разработал программу и организовал развитие нового военно-прикладного вида спорта для военнослужащих «Горное военное троебрье». До настоящего времени участвует в организации и проведении указанных соревнований в качестве заместителя главного судьи и главного судьи Чемпионатов силовых структур РФ.

## Книги
Автор книг «По струне через бездну»(2007), «Через горы к себе» (2013), «В горы с лидерами» (2024).

## Семья
Женат, два сына и внук.

## Хронология восхождений[10]
- 1979 год. Восхождение на пик Далар 5-б к.т.: В.Бенкин, О.Шаров, Б.Маврин, И.Душарин, Ю.Казаев, Ю.Овсянников. Пик Ак-Кая (первопрохождение): О.Шаров (руководитель), И.Душарин, Б.Маврин, Ю.Овсянников — 4 место в чемпионате СССР в очном скальном классе.
- 1980 год. Восхождение на пик Джигит по северной стене (маршрут Слёсова) 6 к.т.: И.Душарин (руководитель), О.Шаров, Ю.Казаев, В.Блохин — 1 место в чемпионате ЦС ДСО «Труд». Первопрохождение пика Огуз-Баши по северной стене 6-а (5б+1) к.т.: О.Шаров (руководитель), И.Душарин, Ю.Казаев, В.Блохин — 6 место в чемпионате СССР в техническом классе.
- 1981 год. Восхождение на пик Южная Караганда по западной стене 5-б к.т.: И.Душарин (руководитель), В.Щербинин, А.Жиров, Н.Савенков — 2 место в чемпионате ЦС ДСО «Труд».
- 1982 год. Альплагерь «Дугоба». Восхождение на пик Конструкторов 5б+1 к.т. (первопрохождение) по центру южной стены: И.Душарин (руководитель), В.Щербинин, В.Жестков, В.Блохин. Пик Ленинградец 5б+1 по центру северно-восточной стены (первопрохождение) — 1 место в чемпионате ЦС ДСО «Труд»: И.Душарин (руководитель), В.Щербинин, В.Жестков, В.Блохин. Пик XXII Олимпиады 5б+1 (первопрохождение) по правой части центра восточной стены: В.Щербинин (руководитель), И.Душарин, В.Жестков, В.Блохин. Пик Узбекистан 5-б по северной стене: И.Душарин (руководитель), В.Щербинин, В.Лопатко, А.Морозенко. Пик Сагу по «перьям» 5-б в двойке И.Душарин и В.Жестков. По баллам, набранным за сложнейшие восхождения и призовые места в чемпионатах ЦС, выполнил нормы мастера спорта СССР И.Душарин.
- 1983 год. Международный альплагерь «Памир-83». Восхождение на семитысячник пик Корженевской по южной стене (маршрут Добровольского) 5-б к.т.: И.Душарин (руководитель), В.Щербинин, В.Жестков, В.Блохин. Восхождение на пик Ленина (через Раздельную), 5-а к.т.: И.Душарин (руководитель), В.Щербинин, В.Жестков, В.Блохин.
- 1984 год. Восхождение на пик Уил-Пата 5-б к.т.: А.Жиров, О.Шаров (руководитель), И.Бенкин, А.Кравцов. Международный альплагерь «Памир-84», пик Е.Корженевской 5-а к.т.: И.Душарин, В.Щербинин + тренеры МАЛ. На пики Хохлова и Коммунизма по северо-западному контрфорсу восточного гребня (через пик Хохлова) 5-б к.т.: И.Душарин (руководитель), В.Щербинин, В.Жестков, В.Блохин.
- 1985 год. Восхождение на пик Бокс 5-б к.т.: О.Шаров (руководитель), И.Бенкин, А.Жиров, В.Антипов. Пик Литва по 4-му бастиону юго-западной стены 5-б к.т.: И.Душарин (руководитель), Н.Савенков, Н.Манеев, А.Стальмахов.
- 1986 год. В международном альплагере «Памир-86» восхождения на пик Корженевской 5-а к.т., на пик Клары Цеткин 6 к.т. по западной стене: И.Душарин (руководитель), В.Щербинин, В.Блохин, В.Захаров.
- 1987 год. На пик Ленина 5-а к.т. через скалы Липкина: И.Душарин (руководитель), В.Захаров, Ю.Казаев, Н.Савенков, В.Скороходов, С.Киунов, А.Волков. Траверс пиков Хохлова и Коммунизма через БПП и пик Хохлова 5-б к.т.: И.Душарин (руководитель), В.Захаров, А.Волков, В.Скороходов, Н.Савенков, С.Киунов. На пик Корженевской по южному ребру 5-а к.т.: В.Скороходов (руководитель), А.Волков, В.Захаров, И.Душарин, Ю.Казаев.
- 1988 год. Восхождение на пик Хан-Тенгри по юго-западному склону 5-б к.т.: В.Скороходов (руководитель), А.Волков, В.Щербинин, Ю.Леонтьев, С.Киунов, К.Аширов, В.Захаров, И.Душарин.
- Декабрь 1988 года. В качестве спасателя участвовал в ликвидации последствий землетрясения в Армении[11].
- 1989 год. В международном альплагере «Памир-89» восхождения на пик Корженевской по южному ребру 5-а к.т.: И.Душарин (руководитель), А.Волков, В.Щербинин, В.Захаров, на пик Ленина (через Раздельную) 5-а к.т.: И.Душарин, А.Волков, В.Щербинин, В.Захаров. На Тянь-Шане восхождение на семитысячник пик Победы с перевала Дикий через вершину Важа-Пшавела 5-б к.т.: И.Душарин (руководитель), А.Волков, С.Киунов, В.Нефедьев.
- 1990 год. Экспедиция альпклуба «Вертикаль» на Южный Иныльчек. На пик Евгении Корженевской с ледника Москвина (по маршруту Романова) 5-б к.т.: А..Жихарев, И.Душарин, В.Веснин, Г.Сталь. На пики Хохлова и Коммунизма по северному склону с ледника Вальтера 5-б к.т.: И.Душарин (руководитель), С.Бреус, Н.Онищенко, Г.Пешехонов.
- 26.01.1991. Вершина Аконкагуа (Аргентина), 6959 м: И.Душарин, А.Яковенко.
- 10.02.1991. Фиц-рой (Аргентина, Патагония), 3750 м (американский маршрут), 6 к.т. (до вершинного гребня): И.Душарин (руководитель), А.Яковенко, В.Волков. Пик Блюхера по северной стене северного гребня 5-б к.т. в Караколе: И.Душарин (руководитель), К.Егоров, В.Симдянова, С.Софрыгин, С.Кожаев, Н.Онищенко. Хан-Тенгри по юго-западному склону 5-а к.т.: И.Душарин (руководитель), Н.Онищенко, В.Волков.
- 12.05.1992. Восхождение на вершину Эверест через Южное седло: И.Душарин (руководитель), А.Волков, И.Сабельников, А.Герасимов.
- 1993 год. Автопробег на автомобилях ВАЗ (Нива) по маршруту Тольятти — пик Ленина — Тольятти (10000 км), в том числе более 1000 км по горным дорогам.
- 1994 год. Международный альплагерь «Навруз» (Памир). Пик Корженевской по юго-западному гребню 5-б к.т.: В.Колесниченко (руководитель), И.Душарин, И.Сабельников, С.Софрыгин, А.Мариев. Пики Хохлова и Коммунизма по северному контрфорсу с ледника Вальтера (маршрут Беззубкина) 6-а к.т.: И.Душарин (руководитель), И.Сабельников, А.Мариев, В.Колесниченко, А.Герасимов — 1 место в чемпионате СНГ в высотном классе. Пики Хохлова и Коммунизма через БПП 5-б к.т. И.Сабельников (руководитель), А.Мариев + альпинист из ФРГ. Пик Корженевской 5-а к.т. И.Душарин (руководитель) + группа работников МАЛ.
- 1995 год. 21 мая Мак-Кинли (США, Аляска), 6194 м, классический путь: И.Душарин, С.Сушко. Монблан де Текюль (Франция, Альпы, Шамони) 6-а к.т.: И.Душарин + И.Сабельников, А.Волков + А.Мариев. Монблан (Франция), 4810 м: И.Душарин (руководитель), А.Волков, А.Мариев, И.Сабельников. Пти-Дрю (Франция, Шамони) 5-б к.т.: И.Душарин, А.Мариев, И.Сабельников.
- 1996 год. Экспедиция в Каракорум. Восхождение на К-2 (Чогори), 8611 м, по северному ребру с территории Китая 6-б к.т.: Душарин И. Т.(руководитель),А.Волков,А.Мариев, И.Бенкин, К.Булер.[12]
- 1997 год. Международная экспедиция в Пакистан (Гималаи). Восхождение на Нангапарбат, 8125 м, по Диамирской стене 5-б к.т.: И.Душарин, К.Булер, А.Мариев 13.07.1997 и А.Волков + В.Колесниченко 17.07.1997 — 1 место в чемпионате СНГ в высотном классе восхождений.[13]
- 1998 год. Международная экспедиция в Индийские Гималаи. Восхождение на вершину Чангабанг, 6864 м, по центру северной стены (первопрохождение) 6-б к.т.: И.Душарин (руководитель), А.Волков, П.Шабалин, А.Мариев, К.Булер — 2 место в чемпионате России в высотно-техническом классе восхождений.[14]
- 2000 год. Пик Диор (Пакистан, Гиндукуш), 5499 м, по северной стене 5-а к.т. (первовосхождение): И.Душарин, К.Булер.
- 2002 год. Вершина Чо-Ойю (Китай, Тибет), 8201 м, по северному склону: А.Волков, И.Душарин.
- 2003 год. Пакистан, Каракорум. Первовосхождение на безымянный пик, 6850 м, в районе ледника Хиспар: И.Душарин, В.Колесниченко, В.Багов, Л.Иоффе (США, руководитель экспедиции).
- 2005 год. Китай, Тибет. Вершина Эверест с Северного седла. И.Душарин, Ю.Тайдаков в составе международной коммерческой экспедиции.
- 2006 год. Китай, Кунь-Лунь. Вершина Кокодак, 7210 м (первовосхождение). Экспедиция в составе: Л.Иоффе (руководитель, США), И.Душарин, А.Новик, Е.Лебедева.
- 2007 год. Пакистан, Каракорум (горная система). Экспедиция на (К-1) Машербрум, 7821 м: Л.Иоффе (руководитель, США), И.Душарин, Ю.Сойфер, А.Панченко. Достигнута высота 6800 м.
- 2008 год. Франция, Альпы, Шамони, Восхождение на Монблан, 4810 м: А.Волков, А.Мариев, И.Душарин с группой участников из России (30 человек).
- 2010 год. Пакистан, Каракорум (горная система). Экспедиция на Канжут Шар, 7826 м: Л.Иоффе (руководитель, США), И.Душарин, Ю.Сойфер, В.Афанасьев, А.Душарин, А.Имамбеков, А.Панченко. Достигнута высота 7450 м.
- 2012 год. Китай, Тибет. Вершина Эверест. Людмила Коробешко, Иван Душарин и Максим Шакиров.
- 2013—2021 год. Руководство восхождениями и горными трекингами в Гималаях, Альпах, Андах и на Кавказе.

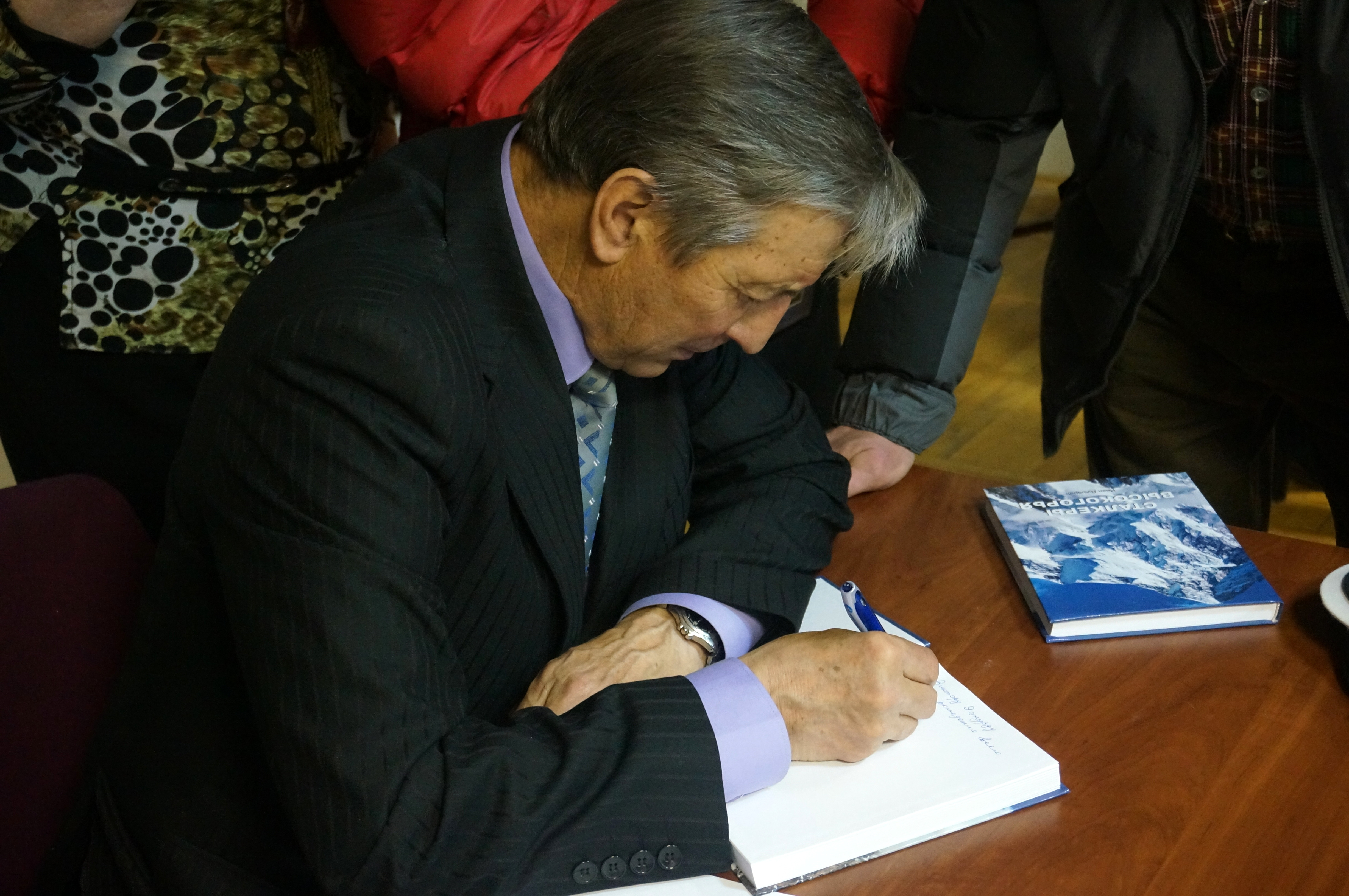
Автограф-сессия, Тольятти, 2014

## Награды
- Номинант на получение золотого ледоруба (Piolet d’or) в 1998 году за первопроход (диретиссима) по северной стене Чангабанг, 6864 м, Индия. Экспедиция под руководством Душарина (Шабалин, А. Волков, Карлос Булер)[15]
- Орден Дружбы народов, серебряная медаль ВДНХ СССР, грамоты, дипломы и медали чемпионатов и первенств по альпинизму.
- 24 апреля 2008 года Приказом министра обороны Российской Федерации награждён ведомственной наградой — медалью «За укрепление боевого содружества»[16].
- Орден «За заслуги перед Отечеством» IV степени (2017)[17]